# Firma polonijna
Firma polonijna (dokładniej firma polonijno-zagraniczna) – kolokwialne określenie z czasów PRL na przedsiębiorstwa z udziałem kapitału zagranicznego, pochodzenia polonijnego.
Historia „firm polonijnych” w PRL rozpoczęła się 6 lutego 1976, kiedy to ówczesny Urząd Rady Ministrów ogłosił rozporządzenie wprowadzające możliwość tworzenia przedstawicielstw przedsiębiorstw zagranicznych. Przedstawicielstwa owe miały działać początkowo za zgodą i pod kontrolą odpowiednich central handlu zagranicznego. Ich właścicielem nie mógł być obywatel PRL, ale obywatele PRL mogli być pracownikami tych przedsiębiorstw. Ówczesne władze liczyły, że możliwość tworzenia przedstawicielstw zagranicznych przedsiębiorstw spowoduje napływ do kraju walut wymienialnych i wiedzy technicznej. W praktyce jednak przepisy dewizowe oraz liczba wymaganych zgód, a także konieczność poddania się kontroli państwowych central handlu zagranicznego, powodowały, że tworzenie tego rodzaju przedstawicielstw przez duże koncerny zachodnie było całkowicie pozbawione sensu.
Możliwość tworzenia tego rodzaju przedstawicielstw stanowiła jednak rodzaj wyłomu w systemie gospodarczym PRL, który ograniczał skalę działania rodzimego, prywatnego sektora gospodarki. Obywatele PRL mogli w tym okresie zakładać jedynie tzw. zakłady rzemieślnicze, których skala dochodu i maksymalne liczba zatrudnionych były ściśle ograniczone. Aby obejść to ograniczenie, wielu drobnych przedsiębiorców, obywateli PRL zaczęło namawiać swoich znajomych lub rodziny przebywające za granicą do tworzenia tam pół-fikcyjnych przedsiębiorstw, które następnie zakładały w Polsce swoje „przedstawicielstwa”. Wtedy właśnie dla tego rodzaju działalności ukuto nazwę „firma polonijno-zagraniczna”.
Działalność tę w praktyce usankcjonowała uchwała nr 24 Rady Ministrów z dnia 7 lutego 1979 r., która zezwoliła na tworzenie w wybranych branżach już nie „przedstawicielstw”, lecz po prostu przedsiębiorstw z udziałem zagranicznego kapitału i jednocześnie uprościła sposób ich tworzenia oraz dała im szereg przywilejów dewizowo-podatkowych oraz możliwość dość swobodnego kształtowania cen swoich produktów, których nie miały w tym czasie przedsiębiorstwa państwowe. Otworzyło to drogę do szybkiego wzrostu liczby tych przedsiębiorstw i skali ich obrotów.
W latach 80. XX w. sektor „firm polonijnych” miał już znaczący wpływ na gospodarkę – zwłaszcza w produkcji kosmetyków, odzieży, żywności i urządzeń kontrolno-pomiarowych. W roku 1981 istniało kilkadziesiąt tego rodzaju przedsiębiorstw, które razem zatrudniały ok. 4,5 tys. pracowników. W 1988 r. istniało już ponad 700 tego rodzaju przedsiębiorstw, które zatrudniały razem 81,3 tys. pracowników. Cechą charakterystyczną nazw tych przedsiębiorstw było występowanie przedrostka „inter-” lub końcówki „-pol” (Np.: Inter-Fragrances, Interkulpol, Solpol, Impol itp.)
Koniec okresu istnienia „firm polonijnych” w kształcie znanym z PRL nastąpił wraz ze zmianami zasad gospodarowania dla przedsiębiorstw krajowych i zagranicznych, oraz wprowadzeniem wewnętrznej wymienialności złotego w ramach planu Balcerowicza w 1990 r. Część z dawnych „firm polonijnych” zniknęła z rynku nie wytrzymując konkurencji wkraczających do Polski koncernów międzynarodowych, a część uległa przekształceniu w „normalne” przedsiębiorstwa krajowe (np.: jedno z największych Inter-Fragrances). Z dawnych przedsiębiorstw polonijnych wyrosło też wiele współczesnych fortun – m.in. jako właściciele „firm polonijnych” rozpoczynali swoją działalność Jan Kulczyk i Zygmunt Solorz.